# リチャード・ラムリー＝サンダーソン (第6代スカーバラ伯爵)
第6代スカーバラ伯爵リチャード・ラムリー＝サンダーソン（英語: Richard Lumley-Saunderson, 6th Earl of Scarbrough、出生名リチャード・ラムリー（Richard Lumley）、1757年4月3日 – 1832年6月17日）は、イギリスの貴族、政治家。庶民院議員（在任：1784年 – 1790年）、ノッティンガムシャー州長官（在任：1793年 – 1794年）を歴任した。

## 生涯
第4代スカーバラ伯爵リチャード・ラムリー＝サンダーソンと妻バーバラ（Barbara、旧姓サヴィル（Savile）、1797年7月22日没、第7代準男爵サー・ジョージ・サヴィルの娘）の次男として、1757年4月3日に生まれ、16日にサンドベックで洗礼を受けた。1770年から1773年までイートン・カレッジで教育を受けた。
1775年にコルネット（騎兵少尉）として第10竜騎兵連隊に入隊した後、	1778年6月30日に中尉に、1779年10月9日に大尉に昇進した。その後、第86歩兵連隊に転じ、1780年11月28日に第3竜騎兵連隊の中隊長に任命された。1784年に軍務から引退した。
1784年1月10日に母方のおじにあたる第8代準男爵サー・ジョージ・サヴィルが死去すると、その遺産を継承し、議会の私法案可決を受けて「サヴィル」を姓に加えた。
1784年イギリス総選挙でリンカーン選挙区から出馬、スカーバラ伯爵家の影響力により無投票で当選した。議会では野党ホイッグ党の一員になり、1788年の摂政法危機（Regency Crisis）で野党の立場に同調して投票した。1790年イギリス総選挙で出馬せず、議員を退任した。庶民院で演説した記録はなかった。
1793年から1794年までノッティンガムシャー州長官を務めた。1803年7月29日、ノッティンガムシャー副統監に任命された。同年10月8日にノッティンガムシャー・ヨーマンリー連隊の大尉（Captain-Commandant）に任命され、1808年7月ごろに辞任した。
1807年9月5日に兄ジョージ・オーガスタが死去すると、スカーバラ伯爵位を継承した。同時に姓を「ラムリー＝サヴィル」から「ラムリー＝サンダーソン」に改めたことで、サヴィル家の領地を放棄してサンダーソン家の領地を継承した。
1832年6月17日にメリルボーンのポートマン・スクエアで死去、弟ジョンが爵位を継承した。

## 家族
1787年6月14日、ヘンリエッタ・ウィロビー（Henrietta Willoughby、1766年6月30日 – 1846年2月26日、第5代ミドルトン男爵ヘンリー・ウィロビーの娘）と結婚したが、2人の間に子供はいなかった。